# DIN A Testbild
DIN A Testbild ist eine West-Berliner Underground-Band der späten 1970er Jahre, die bis heute aktiv ist. DIN A Testbild gelten als eine der treibenden Kräfte der West-Berliner expressiven Musik-Avantgarde und späteren Technowelle.

## Geschichte
Die Band wurde von Mark Eins und Gudrun Gut 1978 gegründet. Die erste Single wurde 1979 mit dem Titel Abfall/Garbage veröffentlicht. Das Debütalbum erschien 1980 mit dem Titel Programm 1 auf Klaus Schulzes Label Innovative Communication. Die Band gilt als musikalisch mitprägend für die Zeit der Neuen Deutschen Welle und der Berliner Avantgarde. Auftritte im SO36 1978 in Berlin-Kreuzberg (Mauerfestival zum Gedenken an den Bau der Berliner Mauer am 13. August 1961), Veranstalter: Martin Kippenberger, und im Ratinger Hof in Düsseldorf. Beim Festival Geniale Dilletanten im Berliner Tempodrom am 4. September 1980, mit Bands wie Einstürzende Neubauten, Die Tödliche Doris und Frieder Butzmann, ist DIN A Testbild mit dem Titel Satisfactory vertreten. Ein Vertrag auf dem Klaus Schulze Plattenlabel Innovative Communication und Tourneen durch Deutschland und Europa folgten.
DIN A Testbild komponierte in den 1980er Jahren die Filmmusik für Rosa von Praunheims Spielfilm Rote Liebe und für den Kurzfilm Ginger Hel von David Vostell. In beiden Filmen spielte Mark Eins die männliche Hauptrolle.
2005 bestand DIN A Testbild aus Nutty Norman, Ralf Zimmermann und dem Gründer Mark Eins, der 2006 das Internet-Independent Label Testbild Music ins Netz schickte, um Archivmaterial, neue Produktionen und Arbeiten befreundeter Künstler zu veröffentlichen. Erste Produktion des Labels war das Album Programm 5/Sample Attack, mit der die Band, die in den frühen 1980er Jahren gestartete Programm-Serie fortsetzte. Die Beats, Synthesizer, trashigen Gitarren Riffs und der Gesang, mischten sich zu einer Electro Experimentellen Sound-Collage in schnellen Sequencen zu Digital Punk. Das Gestalten von akustischen Bildern ist musikalisches Konzept und eine Grundidee. Live ist die expressive Performance ein Stilmittel. Titel von Tonträgern werden nicht, wie in der Musikbranche üblich, vorgetragen und ständig wiederholt. Jeder Auftritt bleibt einzigartig, entwickelt und gestaltet sich jedes Mal mit neuen Facetten.
2009 zeichnete DIN A Testbild (DAT) einen Vertrag mit dem Hamburger Musiklabel Bureau B und veröffentlichte 2010 das Album Programm 6 Collage. Neben Mark Eins haben daran noch Nutty Norman und Ralf Zimmermann sowie Axel Brand mitgewirkt. Als Gastmusiker waren Gitarrist Gerrit Meijer von der Band PVC und Sängerin Bettina Schoch beteiligt. Das Album spielt ohne Pause durch; es kommen u. a. eine Reihe von analogen Instrumenten zum Einsatz, am auffälligsten darunter die „trashige“ Gitarre. 2017 veröffentlichte Mannequin Records Programm 4.
Zum 40-jährigem Bestehen von DIN A Testbild 2018 veröffentlicht das japanische Suezan Studio eine Sonderedition der DIN A Testbild Programm-Serie und der ersten Single Abfall/Garbage.
2019 veröffentlicht Mark Eins zusammen mit Tom Paschke das DIN A Testbild Album Programm 7, eine expressiv-avantgardistische Soundcollage aus schnellen Rhythmen, ineinander verwobenen und übereinander geblendeten akustischen Bildern.

## Diskografie

### Singles
- 1979: Abfall/Garbage
- 1982: Chauvi/Videospiele

### Vinyl
- 1980: Programm 1
- 1981: Programm 2
- 1982: Programm 3
- 1984: Come into my Satisfactory Best Of Programm 1 und 2
- 1989: TV Junk and New Beat Funk
- 2009: Going Tutu (12"-Kompilation auf deme belgischen Label Flexx)
- 2010: Programm 6 Collage
- 2017: Programm 4
- 2019: Programm 7

### MC
- 1982: Triptychon

### CD
- 1989: TV Junk and New Beat Funk
- 1990: Best Of Programm 1, 2, und 3
- 1991: Leipzig & Coca Cola
- 1993: Sex´n Chaos
- 2002: Bleeding Heart Trash limited Edition 100/100
- 2006: Trash Painting 1999 limited Edition 100/100
- 2007: Programm 5 Sample Attack
- 2010: Programm 6 Collage

### Sampler
- 1979: SO 36 – Vinyl
- 1980: In die Zukunft Hamburg – Vinyl
- 1989: The Voise of Music Vol. 1 – Vinyl/CD
- 1989: The Voice of Music Vol. 2 – Vinyl/CD
- 2005: Berlin Super 80 – Vinyl/CD
- 2005: Festival Genialer Dilletanten – Vinyl/CD
- 2009: Beats of Love – Vinyl
- 2011: German Punk & Wave 78/84 – Vinyl Box

### Filmmusik
- 1980: Rote Liebe
- 1982: Ginger Hel

### Digital Releases
- 2019: Programm 7